# Novec 1230
Novec 1230, «Сухая вода» (фторкетон ФК-5-1-12, хладон ПФК-49) — жидкость без цвета и запаха, хладагент, огнетушащее вещество.
Химическая формула — CF3CF2C(O)CF(CF3)2 (перфтор(этил-изопропилкетон), шестиуглеродное вещество, разряд фторированный кетон (названия кетонов R1—CO—R2 по правилам радикально-функциональной номенклатуры строят, перечисляя названия радикалов R1 и R2 в алфавитном порядке перед словом «кетон»).
Запатентован корпорацией 3M в качестве хладагента в ходе изысканий по замене хладона 114 (1,1,2,2-тетрафтордихлорэтана), применение которого наряду с другими хлорсодержащими фреонами было ограничено Монреальским протоколом 1993 года. Впервые представлена в 2004 году.

## Свойства
Визуально жидкость похожа на чистую воду и является диэлектриком (не проводит электрический ток), слабо смачивает и не является растворителем — вследствие этого получило название «сухая вода». Вещество в исходном виде нетоксично, имеет крайне низкую растворимость в воде. Слабые молекулярные связи распадаются под действием ультрафиолета.
Не влияет на работающую электронику, не разрушает бумажные документы и художественные произведения. Эти свойства обеспечили применимость Novec 1230 в системах пожаротушения для серверных помещений и другой электроники, библиотек, музеев, архивов.

### Экологическая безопасность
Novec 1230 под наименованием «хладон ФК-5-1-12» входит в перечень веществ, для которых в РФ разработаны стандартные нормы и правила их использования на автоматических установках пожаротушения (СП 5.13130.2009).
Компания 3M опубликовала документ по безопасности вещества. Из него следует, что вещество в исходном виде неядовито, имеет крайне низкую растворимость в воде, что не позволяет веществу пройти через клеточные мембраны в организм. Однако обращаться с веществом в открытом виде следует с осторожностью вследствие низкой предельно допустимой концентрации паров (150 ppm, парциальное давление 15 Па) и высокой летучести (парциальное давление насыщенных паров 40 кПа при нормальных условиях). Пары вещества разлагаются в атмосфере под воздействием солнечного света, ультрафиолета или при нагревании с образованием токсичных веществ, в том числе фтороводорода (при взаимодействии с парами воды), трифторуксусной кислоты, угарного и углекислого газов. Поэтому компания 3M ограничивает применение вещества только профессиональной сферой и рекомендует использовать системы сверхраннего и раннего обнаружения пожара во избежание образования высоких температур в помещении. При нагревании Novec 1230 (например, тушении пожара) рекомендуется использовать изолирующие дыхательные аппараты. Также рекомендуется использовать средства защиты кожи при работе с веществом.
В случае срабатывания системы пожаротушения и выпуска пожаротушащего агента в атмосферу, Novec 1230 разрушается в верхних слоях атмосферы под воздействием ультрафиолета и удаляется из окружающей среды в течение 5 суток. Отсутствует кумулятивный эффект, свойственный хладонам, то есть вещество не сохраняется в атмосфере десятилетиями и, тем более, столетиями. Компанией 3M утверждается, что продукты распада в атмосфере не оказывают влияния на озоновый слой и не создают значимого парникового эффекта. Для сравнения, выпуск установки газового пожаротушения (ГПТ) на основе хладона (348 кг хладона 227), равносилен выбросу в атмосферу 1 008 926 кг CO2, что сравнимо с годовым выбросом СО2 от 211 легковых автомобилей. Выпуск установки ГПТ на основе фторкетонов (401 кг Novec 1230) равносилен выбросу 401 кг CO2 (0,07 машины в год). Его также можно соизмерить с выбросом углекислого газа от жизнедеятельности одной коровы в течение одного месяца.[уточнить]

## Синтез
Перфторэтилизопропилкетон синтезируется в две стадии из перфтор-2-метил-2-пентена.
На первой стадии перфтор-2-метил-2-пентен эпоксидируется гипохлоритом натрия в водном диглиме с образованием 2,3-эпоксиперфтор-2-метилпентана, выход достигает 93 %.
На второй стадии при нагреве в тетраглиме в присутствии фторида цезия происходит перегруппировка 2,3-эпоксиперфтор-2-метилпентана в перфторэтилизопропилкетон с выходом около 90 %.

## Применение
Основное применение Novec 1230 — использование в системах пожаротушения в качестве пожаротушащего вещества. При этом работает комбинация физических и химических свойств. Novec 1230 интенсивно поглощает тепло и подавление пожара осуществляется за счёт эффекта охлаждения (70 %). Также происходит химическая реакция ингибирования пламени (30 %). При этом не снижается концентрация кислорода в помещении (что важно для увеличения времени эвакуации людей из помещения).
Газовое огнетушащее вещество Novec 1230 отличается по своим физико-химическим свойствам от других, поэтому компания 3M ограничивает применение вещества только в одобренных системах, разработанных специально для Novec 1230.
Системы пожаротушения на основе Novec 1230 установлены в Российской государственной библиотеке по искусству, аппаратных и студиях звукозаписи ГАБТ, Главном медиацентре Олимпийских игр в Сочи, на трассе для проведения шоссейно-кольцевых автомобильных гонок серии «Формула 1» в Сочи, в комплексе новых зданий ГМИИ им. Пушкина на Волхонке в Москве, в аппаратных Мариинского театра в Санкт-Петербурге, краеведческом музее (генерала Колчинского) в Коломне, Музее музыкальной культуры им. Глинки в Москве, Российской национальной библиотеке в Санкт-Петербурге, на российских железнодорожных объектах, в центрах обработки данных крупнейших российских телекоммуникационных компаний, архивах и хранилищах банков, торговых и бизнес-центрах, центрах управления полетами аэропортов Внуково, Пулково, Кольцово, Казани и др.
Эвакуация персонала при тушении пожара с помощью Novec 1230 определяется государственным законодательством. Например, в США возможно применение Novec 1230 при персонале. В России также есть такое применение Novec 1230, но оно оформлено специальными техническими условиями и только в случае крайней производственной необходимости. В иных случаях стандарты проектирования в России требуют эвакуации перед срабатыванием системы с любым газовым огнетушащим веществом. Однако при ложном срабатывании системы, в случаях, когда персонал не имеет достаточно времени для эвакуации, Novec 1230 безопасен при пуске системы в присутствии людей.
В последнее время Novec 1230 в микрокапсулированном виде нашёл активное применение при изготовлении пожаротушащих композиционных материалов, применяемых Samsung SDI для тушения пожаров на ранних стадиях в модульных системах хранения электроэнергии большой ёмкости (ESS) на основе литий-ионных аккумуляторов для солнечных батарей. Так, в августе 2019 Samsung SDI официально заявил о вложении $169 миллионов в систему пожаротушения в виде пожаротушащих композиционных материалов на основе микрокапсулированного Novec 1230 и впоследствии сообщил об успешном прохождении теста UL9540A.
Также применяется для охлаждения электроники методом погружения. Однако компания-производитель рекомендует для этой цели другие жидкости семейства Novec (Novec 7100, Novec 7000, Novec 7300 и т. д.).